# Callacanthis burtoni
Callacanthis burtoni е вид птица от семейство Чинкови (Fringillidae), единствен представител на род Callacanthis.

## Разпространение
Видът е разпространен в Индия, Непал и Пакистан.